# Jardín infiltrante

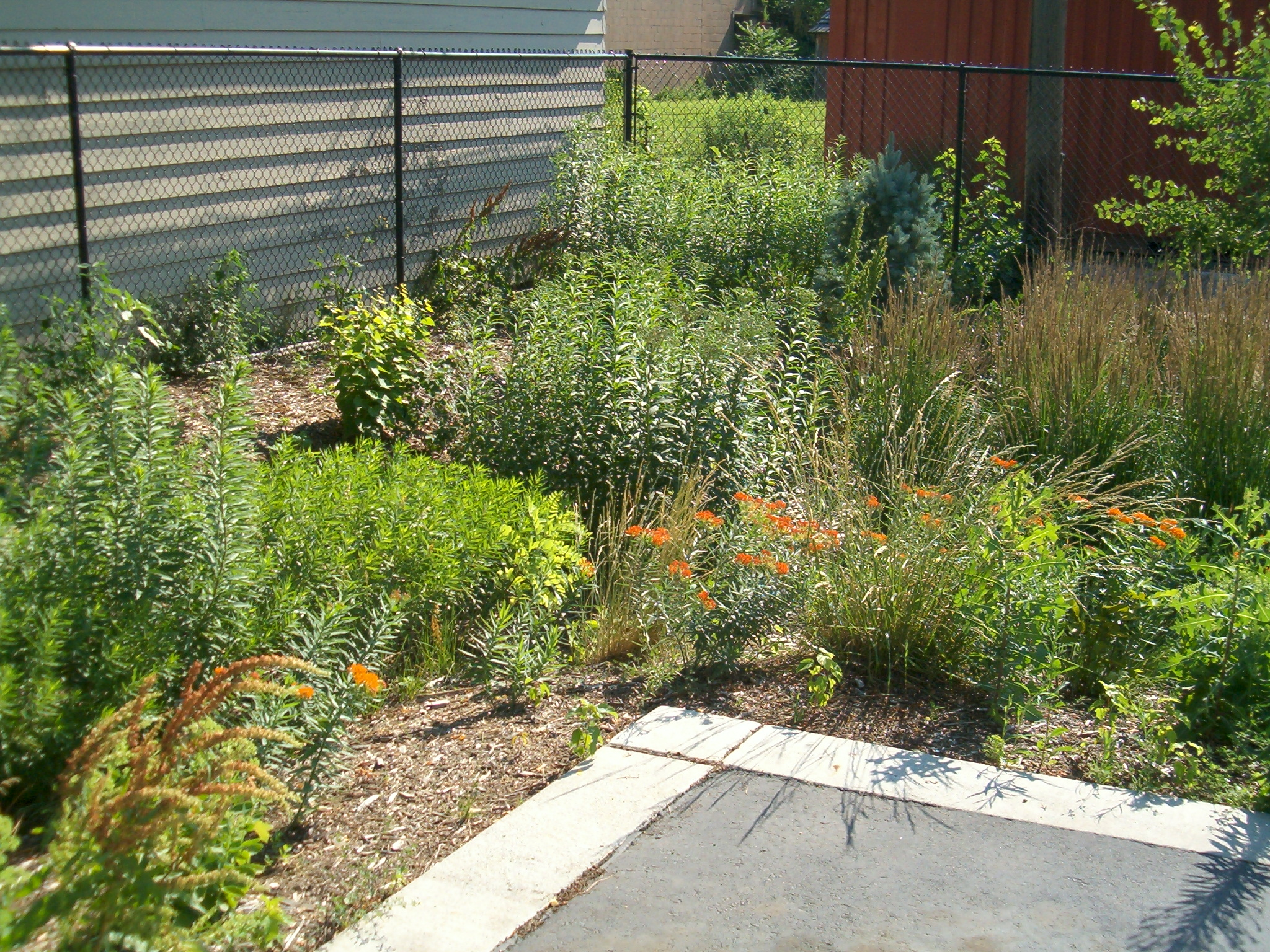
Un jardín infiltrante en un estacionamiento. La banqueta retiene el asfalto, pero deja que el agua fluya hacia el jardín en las orillas.

El jardín infiltrante o jardín de lluvia es un sistema de absorción y filtrado de aguas pluviales. Consiste en una depresión o agujero relleno con distintas capas de material filtrante (piedras porosas de diferentes grosores), encima de las cuales se planta un jardín. Este sistema permite que el agua de lluvia fluya a través de las superficies impermeables como pavimentos, azoteas y banquetas para ser absorbida, filtrada y regresada al acuífero.
El jardín infiltrante cumple varios propósitosː evita las inundaciones que se generan cuando el agua sobrepasa la capacidad de drenaje de una ciudad; evita que el agua se estanque y se acumule en depresiones impermeables y permite que se filtre hacia el subsuelo, en donde cumple la vital función de rellenar el acuífero.

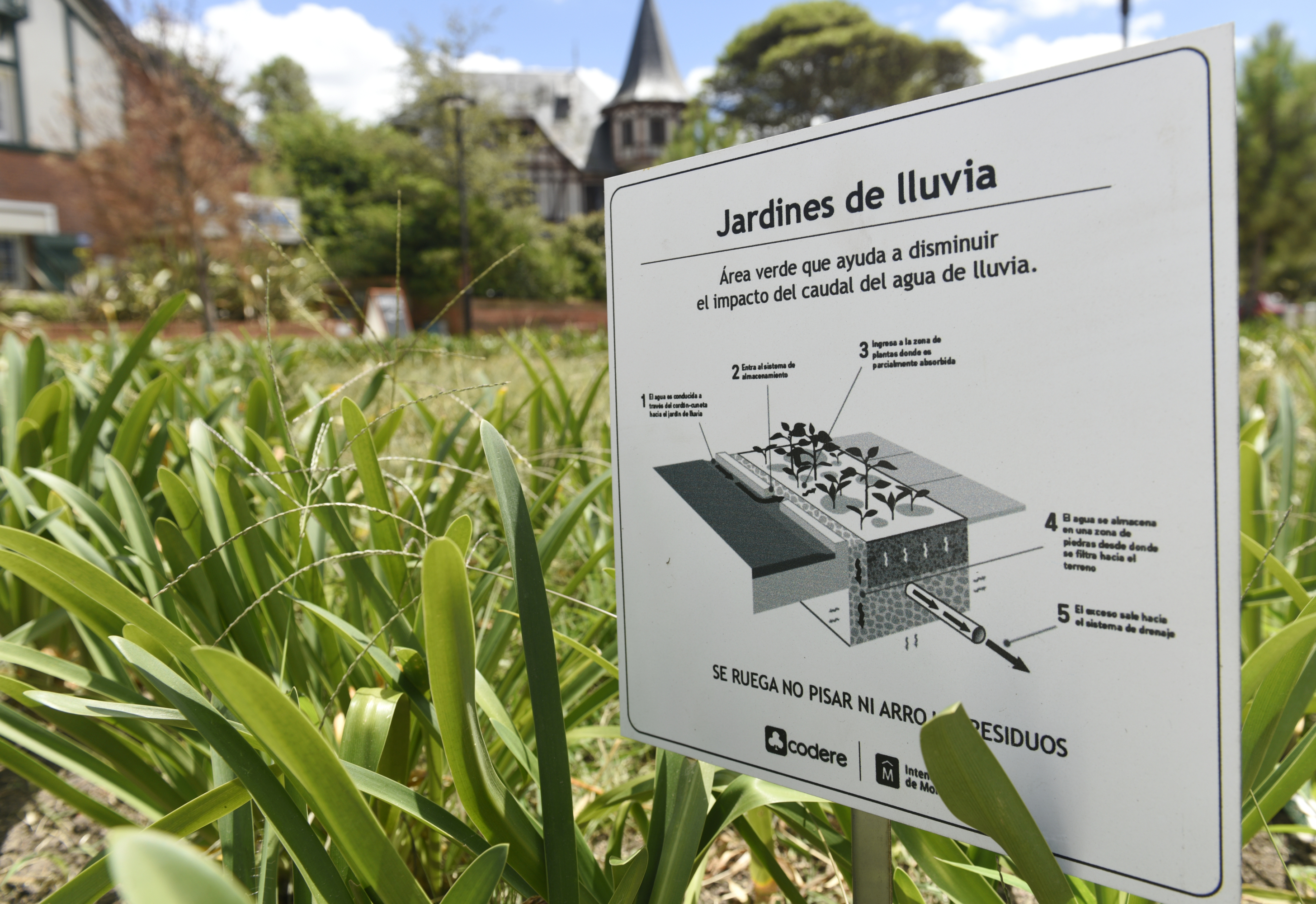
Jardín de lluvia en Carrasco, Montevideo.